# 김유현
김유현(1987년 11월 17일 ~ )은 대한민국의 배우이다.

## 학력
- 경일여자고등학교
- 이화여자대학교 성악화과
- 중앙대학교 예술대학원 연극영화과

## 연기 활동

### 드라마
- 2008년 MBC 주말연속극 《천하일색 박정금》 ... 서민지 역
- 2008년 SBS 일일연속극 《애자 언니 민자》 ... 수민 역
- 2009년 MBC 수목드라마 《돌아온 일지매》 ... 모란공주 역
- 2012년 KBS2 수목드라마 《전우치》 ... 사랑손 역
- 2013년 엠넷 금요드라마 《몬스타》 ... 마효린 역
- 2013년 KBS2 단막극 《KBS 드라마 스페셜 - 불침번을 서라》 ... 김수지 역

## 광고
- 유한킴벌리 화이트

## 홍보대사
- 2008년 3대 정보화마을 홍보대사